# Epicauta griseovittata
Epicauta griseovittata es una especie de coleóptero de la familia Meloidae.

## Distribución geográfica
Habita en Indonesia.